# Piper lucigaudens
Piper lucigaudens là một loài thực vật thuộc họ Piperaceae. Đây là loài đặc hữu của Panama. Chúng hiện đang bị đe dọa vì mất môi trường sống.